# Jacob Bangoura
Jacob Bangoura – gwinejski piłkarz grający na pozycji obrońcy. W swojej karierze rozegrał 26 meczów w reprezentacji Gwinei.

## Kariera reprezentacyjna
W reprezentacji Gwinei Bangoura zadebiutował w 1970 roku. W tym samym roku był w kadrze Gwinei na Puchar Narodów Afryki 1970. Wystąpił w nim w dwóch meczach grupowych: z Kongiem-Kinszasa (2:2) i z Ghaną (1:1).
W 1974 roku Bangourę powołano do kadry na Puchar Narodów Afryki 1974. Rozegrał w nim trzy mecze grupowe: z Zairem (1:2), z Mauritiusem (2:1) i z Kongiem (1:1).
W 1976 roku Bangoura został powołany do kadry na Puchar Narodów Afryki 1976. Wystąpił w nim w sześciu meczach: grupowych z Egiptem (1:1), z Etiopią (2:1) i z Ugandą (2:1) oraz w grupie finałowej z Nigerią (1:1), z Egiptem (4:2) i z Marokiem (1:1). Z Gwineą wywalczył wicemistrzostwo Afryki. W kadrze narodowej grał do 1976 roku. Wystąpił w niej 26 razy.